# Kościół św. Stanisława Biskupa i Męczennika w Busku
Kościół św. Stanisława biskupa i męczennika w Busku – rzymskokatolicki kościół z XVIII wieku, znajdujący się w mieście Busku, w rejonie buskim obwodu lwowskiego.

## Historia
Kościół został konsekrowany 17 września 1780. Podczas konsekracji ks. Michał Idziellewicz chwalił fundatora tej budowli – księdza archidiakona lwowskiego Szczepana Mikulskiego. W 1814 r. kościół został strawiony przez pożar. 
W 1849 r. miał miejsce kolejny pożar. W 1856 r. kościół wraz zabudowaniami został odbudowany. Parafia obejmowała wiernych rozrzuconych na terenie 30 okolicznych wsi. W l. 1944 - 1946 księża i wierni wyjechali do Polski w jej nowych granicach, zabierając ze sobą cudowny obraz Matki Bożej Różańcowej, który obecnie znajduje się w kościele w Nowym Bruśnie koło Lubaczowa. Świątynię buską władze radzieckie przekształciły w filmotekę. W 1990 r. kościół został zwrócony wiernym, a w 1992 r. na nowo otwarty. Do parafii w Busku, którą prowadzą saletyni, należą także Olesko i Stojanów.